# Wakaw
Wakaw ist eine Kleinstadt (Town) in der kanadischen Provinz Saskatchewan. Im Jahre 2011 hatte sie 985 Einwohner. Der Name entstammt der Sprache der Cree und bedeutet „gekrümmt“, was auf die Form des anliegenden Sees Wakaw Lake zurückzuführen ist.

## Lage

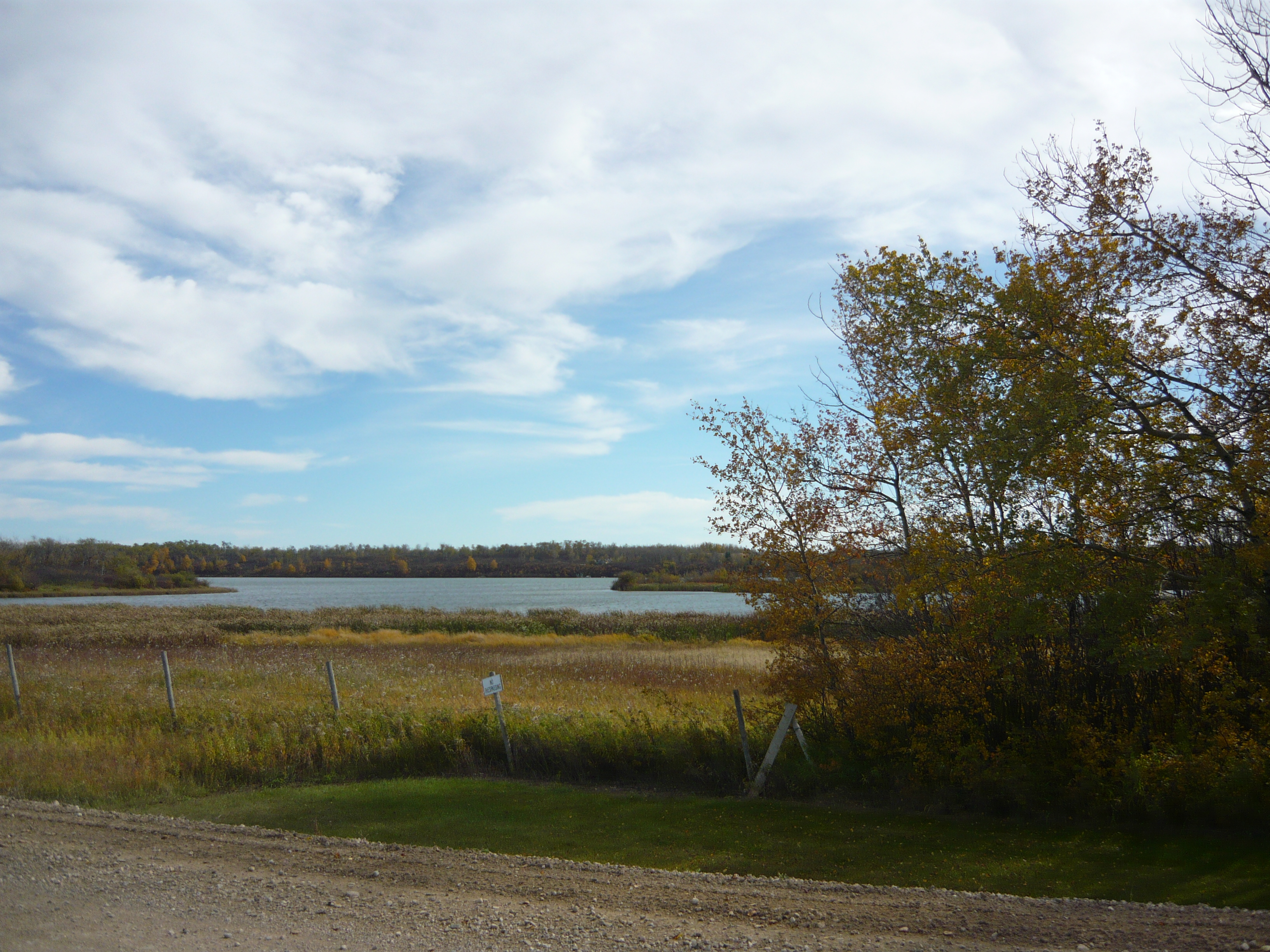
Blick über den Wakaw Lake

Wakaw befindet sich ca. 90 Kilometer nordöstlich von Saskatoon und ca. 65 Kilometer südlich von Prince Albert. Die Stadt liegt westlich des gleichnamigen Sees Wakaw Lake sowie ca. 25 Kilometer östlich des South Saskatchewan River. Zudem gehört das Gebiet zum Aspen Parkland, einer ausgedehnten Ökoregion Nordamerikas.
In der politischen Gliederung Saskatchewans gehört Wakaw zur Census Division No. 15.

## Geschichte
In den 80er und 90er Jahren des 19. Jahrhunderts begann die Besiedlung der Gegend um Wakaw, wobei die Menschen vorwiegend vom Ranching lebten. Dabei waren die Siedler vorwiegend ukrainischer und ungarischer Herkunft, so gaben 2011 noch 110 von 985 Einwohnern Ukrainisch als Muttersprache an. Im Jahre 1903 wurde westlich des Wakaw Lake eine presbyterianische Mission gegründet, der 1905 ein Postamt sowie 1906 ein kleines Krankenhaus folgte. In der Folge wurde die Gemeinde Wakaw 1911 gegründet. Eine deutliche Expansion erfuhr der Ort nach dem Bau einer Eisenbahnstrecke nur ca. einen Kilometer westlich des Sees, die den Kern der Gemeinde weiter in Richtung See zog. Nachdem die Einwohnerzahl in den 1930er Jahren bereits auf einige Hundert angestiegen war, erlangte der Ort am 1. August 1953 den Status einer Kleinstadt (Town).
In jüngerer Vergangenheit stieg die Einwohnerzahl der Stadt, von 2006 bis 2011 um 14 %. Zum erweiterten Einzugsgebiet gehören um die eintausend Land- bzw. Ferienhäuser, die rund um den See verteilt sind.

## Persönlichkeiten der Stadt
- John Diefenbaker (1895–1979), arbeitete zu Beginn seiner Karriere fünf Jahre als Anwalt in Wakaw und wurde später Premierminister Kanadas
- Dave Balon (1938–2007), Eishockeyspieler
- Dave Michayluk (* 1962), Eishockeyspieler
- Linden Vey (* 1991), Eishockeyspieler